# 法明院 (大津市)
法明院（ほうみょういん）は、滋賀県大津市にある天台寺門宗の寺院。園城寺（三井寺）北院にある子院である。園城寺唯一の律院。本尊は阿弥陀如来。

## 歴史
そもそもの創建年代は不明であるが、慶長8年（1603年）に山中長俊が園城寺子院・多宝坊の住持の隠居所として、現・水観寺の南西に復興する。
享保9年（1724年）9月、初代となる義瑞性慶によって北院の現在地に移転される。この地は円珍が帰国後に唐の青龍寺の戒壇から持ち帰った砂を埋めた場所であるという。再興後は園城寺唯一の律院「園城之律院」となる。
明和3年（1766年）、話し合いの末に京都北白川にあった聖護院門跡の隠居所・照高院から玄関と庫裏を貰い受け、もともとあった庫裏に付け加えて改築している。
その後、廃れたが文政年間（1818年 - 1831年）に第6世智遠敬長が中興する。
かつては当院の周りにも園城寺の他の子院があったが、1873年（明治6年）に陸軍によって北院の大部分が接収されてしまい、当院の他には新羅善神堂が残るのみとなった。
第9世順道敬徳（桜井敬徳）は町田久成、アーネスト・フェノロサ、ウィリアム・スタージス・ビゲロー、岡倉天心などと親交を深め、彼らに戒を授けている。第10世融照敬円（園城寺長吏、円満院門跡、聖護院門跡）はフェノロサの妻メアリーに戒を授けている。
1945年（昭和20年）の太平洋戦争中にアメリカ軍の空襲を受け、庭に爆弾を落とされている。それによって玄関が損壊し、円山応挙などの襖絵が10枚ほど損失した。

## 境内
- 本堂

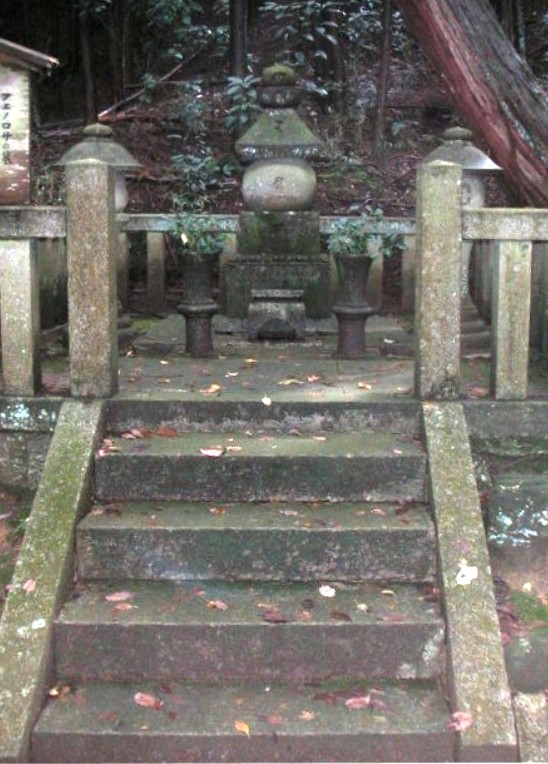
フェノロサ墓

- 祖師堂（開山堂） - 18世紀中頃の建立。義瑞性慶をまつる。
- 聖天堂
- 庫裏
- 書院 - 円山応挙、池大雅らによる障壁画がある。
- 客殿
- 庭園 - 園城寺最大規模の池泉回遊式庭園。庭園は2段に分かれた構造となっている。
- 弁天社
- 茶室「時雨亭」
- 鐘楼
- 桜井敬徳の像 - 1901年（明治34年）にウィリアム・スタージス・ビゲローによって寄進される。
- 桜井敬徳の墓
- 町田久成の墓
- アーネスト・フェノロサの墓
- ウィリアム・スタージス・ビゲローの墓
- ジェイムス・ホートン・ウッズの供養塔

## 文化財

### 大津市指定有形文化財
- 紙本墨画山水図 襖絵10面 円山応挙筆
- 紙本墨画幽居図 襖絵8面 池大雅筆